# Lyogyrus latus
Lyogyrus latus är en snäckart som beskrevs av F. G. Thompson och Robert Hershler 1991. Lyogyrus latus ingår i släktet Lyogyrus och familjen tusensnäckor. IUCN kategoriserar arten globalt som livskraftig. Inga underarter finns listade i Catalogue of Life.